# دوروثيا ديكس
دوروثيا ديكس (بالإنجليزية: Dorothea Dix)‏ هي ممرضة وطبيبة أمريكية، ولدت في 4 أبريل 1802 في هامبدين في الولايات المتحدة، وتوفيت في 17 يوليو 1887 في ترنتون في الولايات المتحدة.

## مطلع حياتها
ولدت في مدينة هامبدن في ولاية مين، ونشأت في ورسستر بولاية ماساتشوستس بين أقارب والديها. كانت أول طفلة من ثلاثة أبناء وُلدوا لجوزيف ديكس وماري بيجيلو. كان والدها بائع كتب متجول ومبشر ميثودي. لجأت في سن الثانية عشرة لجدتها الثرية دوروثيا ليندي (زوجة الدكتور إيليا ديكس) في بوسطن للابتعاد عن أبويها بسبب إدمانهما الكحول وتصرفات والدها السيئة. افتتح ديكس في عام 1821 مدرسة في بوسطن رعتها الأسر الغنية. بدأت بعد فترة وجيزة أيضًا في تعليم الأطفال الفقراء المُهمَلين في مخزن منزل جدتها، لكنها عانت من حالة صحية سيئة. وقد ذُكر أن دوروثيا عانت من نوبات اكتئاب كبيرة، مما ساهم في سوء حالتها الصحية. كتبت منذ 1824 إلى 1830 الكتب الدينية وقصص الأطفال بشكل رئيسي. وصلت كتبها التي حملت عنوان (محادثات حول أمور شائعة) إلى عددها الستين بحلول عام 1869. كان كتابها (غارلاند فلورا) لعام 1829 أحد أول منشورات لغة الزهور التي نشرت في الولايات المتحدة. من بين كتب ديكس الأخرى (ساعات خاصة)، (أليس وروث)، (السجون وانضباطها).
أجبرت على التخلي عن مدرستها بسبب سوء صحتها، ثم بدأت تعمل كمربية في منارة هيل لعائلة وليام إليري تشانينج، وهو أحد كبار المفكرين الموحدين. سافرت ديكس أثناء عملها إلى سانت كروا، حيث شاهدت العبودية لأول مرة، وكانت متعاطفة تجاه إلغاء عقوبة الإعدام. أنشأت في عام 1831 مدرسة نموذجية للفتيات في بوسطن وبقيت حتى عام 1836 عندما افلست. شُجعت ديكس للقيام برحلة إلى أوروبا لتحسين صحتها. قابلت خلال رحلتها هناك الإصلاحيين البريطانيين الذين ألهموها. كان من بين هؤلاء الإصلاحيين إليزابيث فراي وصامويل توك ووليام راثبون الذين عاشت معهم خلال فترة رحلتها في أوروبا. سافرت في عام 1836 إلى إنجلترا بقصد تلقي العلاج، حيث قابلت عائلة راثبون. دعوها كضيفة إلى غرين بانك، وهو قصر أجدادهم في ليفربول. انتمى راثبونس إلى جمعية الأصدقاء الدينية وكان من المصلحين الاجتماعيين البارزين. التقت ديكس في غرين بانك بمجموعة من الرجال والنساء الذين اعتقدوا أنّ الحكومة يجب أن تلعب دورًا مباشرًا ونشطًا في الرعاية الاجتماعية. تعرفت أيضًا على الحركة الإصلاحية لرعاية المرضى العقليين في المملكة المتحدة. أجرى أعضاؤها تحقيقات كبيرة تخص المضايقات والمصحّات ونشروا دراساتهم في تقارير إلى مجلس العموم البريطاني.

## عملها قبل الحرب
ارتبطت حركات الإصلاح لعلاج المرضى العقليين في هذه الفترة بأسباب تقدمية أخرى منها: إلغاء عقوبة الإعدام والامتناع عن المشروبات الكحولية وإصلاحات الناخبين. أجرت ديكس بعد عودتها إلى أمريكا في عامي 1840 و1841 بحثًا على مستوى الولاية لرعاية الفقراء المصابين بأمراض عقلية في ولاية ماساتشوستس. تعاقدت البلدات في معظم الحالات مع أفراد محليين لرعاية الأشخاص المصابين بأمراض عقلية والذين لم يتمكنوا من رعاية أنفسهم وافتقروا إلى الأسرة والأصدقاء للقيام بذلك. أدى اتباع هذه الطرق غير المنظمة وغير الممولة بالقدر الكافي إلى سوء استخدامها على نطاق واسع. نشرت ديكس النتائج في تقرير تحت اسم (عريضة)، وأرسلته إلى الهيئة التشريعية للولاية. «أكتب للفت انتباهكم أيها السادة إلى الوضع الحالي للأشخاص ذوي الامراض العقلية من الشعب البريطاني المحبوسين داخل الأقفاص والأكشاك، مقيدين بالسلاسل، عراة، يُضرَبون بالعصي، ويجبرون على الطاعة.» لطرح مشروع قانون لتوسيع مستشفى الأمراض العقلية في ورسستر.
زارت ديكس خلال عام 1844 جميع المقاطعات والسجون وبيوت الفقراء في نيو جيرسي لإجراء دراسة مماثلة. قامت بإعداد عريضة موجهة لهيئة نيوجيرسي التشريعية، مع شرح تفصيلي لملاحظاتها عن الواقع. ناشدت ديكس المشرعين للتصرف على وجه السرعة وتخصيص الأموال المناسبة لبناء مرفق لرعاية وعلاج المرضى العقليين. واستشهدت بعدد من الحالات للتأكيد على أهمية تولي الدولة المسؤولية عن هذه الفئة من الناس. كانت مناشدة ديكس بهدف توفير علاج أخلاقي للمرضى العقليين، والذي يتكون من ثلاث قيم: الحياء والعفة والرقة.
طرحت مثالًا عن رجل محترم كان مُشرعًا ورجل قانون، وأصبح يعاني من مرض عقلي في أوقات عصيبة من شيخوخته. وجدته ديكس مستلقيًا على سرير صغير في غرفة في قبو بيت الفقراء بالمقاطعة محروما من وسائل الراحة الضرورية. وكتبت: «هذا الرجل العجوز الضعيف الكئيب الفقير الوحيد يدرك الظروف المحيطة به، وليس غافلاً عن الماضي، من كان هذا الرجل الضعيف؟» عرف الكثير من أعضاء الهيئة التشريعية هذا العجوز الفقير. قدم جوزيف دود تقريرها إلى مجلس الشيوخ في 23 يناير/كانون الثاني عام 1845.
صدر قرار دود بتفويض ملجأ الأمراض العقلية في اليوم التالي. قدمت اللجنة الأولى تقريرها في 25 فبراير/شباط، وناشدت الهيئة التشريعية في نيوجيرسي التصرف على الفور. عارضه بعض السياسيين القرار سراً بسبب الضرائب اللازمة لدعمه. واصلت ديكس الضغط من أجل بناء المنشأة، وكتابة الرسائل لاستقطاب الدعم. التقت خلال الجلسة بالمشرعين وعقدت اجتماعات في منزلها في المساء. عقدت جلسة إجراءات التفويض الاخيرة في 14 مارس/آذار عام 1845. أُقرّ مشروع قانون إنشاء منشأة حكومية في 25 مارس/آذار عام 1845.
سافرت ديكس من نيوهامبشير إلى لويزيانا لتوثيق حالة المرضى المصابين بأمراض عقلية وتقديم تقارير إلى الهيئات التشريعية للولاية، والعمل مع اللجان لصياغة التشريعات وتوفير مبالغ الاعتمادات اللازمة. سافرت ديكس في عام 1846 إلى إلينوي لدراسة الأمراض العقلية. مرضت أثناء وجودها هناك وأمضت الشتاء في سبرينغفيلد حتى تتعافى. قدمت تقريرًا إلى الجلسة التشريعية في يناير/كانون الثاني عام 1847، والتي أقرّت تشريعًا لإنشاء أول مستشفى للأمراض العقلية في ولاية إلينوي.
زارت ديكس في عام 1848 ولاية كارولينا الشمالية، حيث دعت مجددا إلى إصلاح قوانين رعاية الاشخاص المصابين بأمراض عقلية. رفضت محاولتها الأولى في ولاية كارولينا الشمالية. ولكن بعد طلب زوجة أحد أعضاء مجلس الإدارة إعادة النظر في اقتراح ديكس كرغبتها قبل موتها، أُقرّت الموافقة على مشروع قانون الإصلاح. سمحت الهيئة التشريعية ببناء مؤسسة في رالي في العاصمة لرعاية المرضى المصابين بأمراض عقلية عندما شكلت جمعية ولاية كارولينا الشمالية الطبية في عام 1849. وسميت ديكس هيل نسبة لوالد دوروثيا ديكس، افتتحت المؤسسة في عام 1856. غُير الاسم بعد مئة عام إلى مستشفى دوروثيا ديكس تكريمًا لها. صدر إذن بناء مستشفى حكومي آخر للمرضى العقليين في عام 1875، وسُمي مستشفى بروتون الحكومي في مورغانتون في نورث كارولينا، وبُني مستشفى جولدسبورو لذوي الامراض العقلية من أصحاب البشرة السوداء في الجزء الشرقي من الولاية.
لعبت دورًا أساسيًا في تأسيس أول مستشفى للأمراض العقلية العامة في ولاية بنسلفانيا، وهو مستشفى هاريسبورغ الحكومي. أنشأت في عام 1853 مكتبتها وغرفة القراءة الخاصة بها.

## الحرب الأهلية
عُينت ديكس في 10 يونيو/حزيران عام 1861 (أثناء الحرب الأهلية الأمريكية) مشرفة على ممرضات الجيش في جيش الاتحاد مكان الدكتورة إليزابيث بلاكويل.
وضعت ديكس المبادئ التوجيهية للمرشحات لمهنة التمريض. كان من المقرر أن يتراوح عمر المتطوعات بين 35 و50 عامًا. كنَّ مطالبات بارتداء ثياب سوداء أو بنية دون مجوهرات أو مستحضرات تجميل. أرادت ديكس تجنب إرسال شابات ضعيفات وجذابات إلى المستشفيات، فقد خشيت أن يستغلهنَّ الرجال (الأطباء والمرضى). قامت ديكس في كثير من الأحيان بطرد الممرضات المتطوعات التي لم تدربهنَّ أو توظفهنَّ شخصيًا (مما أثار غضب جماعات تقديم الدعم مثل لجنة الصحة في الولايات المتحدة الأمريكية).

## وصلات خارجية
- دوروثيا ديكس على موقع الموسوعة البريطانية (الإنجليزية)
- دوروثيا ديكس على موقع الموسوعة البريطانية (الإنجليزية)
- دوروثيا ديكس على موقع إن إن دي بي (الإنجليزية)